# Rhodacaroides
Rhodacaroides är ett släkte av spindeldjur. Rhodacaroides ingår i familjen Ologamasidae.
Kladogram enligt Catalogue of Life:
| Rhodacaroides | \| \| Rhodacaroides aegyptiacus \| \| \| \| \| \| Rhodacaroides brevispiritus \| \| \| \| \| \| Rhodacaroides calidus \| \| \| \| \| \| Rhodacaroides coniunctus \| \| \| \| \| \| Rhodacaroides costai \| \| \| \| \| \| Rhodacaroides crinitus \| \| \| \| \| \| Rhodacaroides levis \| \| \| \| \| \| Rhodacaroides minyaspis \| \| \| \| \| \| Rhodacaroides unguellus \| \| \| \| |
|               | \| \| Rhodacaroides aegyptiacus \| \| \| \| \| \| Rhodacaroides brevispiritus \| \| \| \| \| \| Rhodacaroides calidus \| \| \| \| \| \| Rhodacaroides coniunctus \| \| \| \| \| \| Rhodacaroides costai \| \| \| \| \| \| Rhodacaroides crinitus \| \| \| \| \| \| Rhodacaroides levis \| \| \| \| \| \| Rhodacaroides minyaspis \| \| \| \| \| \| Rhodacaroides unguellus \| \| \| \| |
|               | Rhodacaroides aegyptiacus |
|               | |
|               | Rhodacaroides brevispiritus |
|               | |
|               | Rhodacaroides calidus |
|               | |
|               | Rhodacaroides coniunctus |
|               | |
|               | Rhodacaroides costai |
|               | |
|               | Rhodacaroides crinitus |
|               | |
|               | Rhodacaroides levis |
|               | |
|               | Rhodacaroides minyaspis |
|               | |
|               | Rhodacaroides unguellus |
|               | |